# Oui ou non
Singles de Angèle
Perdus
(2019) Duo
(2019)
Clip vidéo
[vidéo] « Oui ou non », sur YouTube
Oui ou non est une chanson de la chanteuse belge Angèle, sortie le 8 novembre 2019. Elle est écrite et produite par Angèle et Tristan Salvati.
C'est le neuvième single de son premier album Brol ainsi que le deuxième single de sa réédition Brol, la suite.

## Liste de titre
| 1. | Oui ou non | Angèle Van Laeken | 3:16 |

## Clip
Le clip, réalisé par Brice VDH, parodie les publicités.

## Classements et certifications
| Classement (2019-20)                    | Meilleure position |
| --------------------------------------- | ------------------ |
| Belgique (Flandre Ultratop 50 Singles)  | 9                  |
| Belgique (Flandre Ultratop 50 Airplay)  | 6                  |
| Belgique (Flandre Radio 2 Top 30)       | 3                  |
| Belgique (Wallonie Ultratop 50 Singles) | 2                  |
| Belgique (Wallonie Ultratop 50 Airplay) | 2                  |
| France (SNEP)                           | 3                  |
| France (SNEP Radio)                     | 3                  |
| Suisse (Schweizer Hitparade)            | 31                 |
| Suisse (Charts Romandie)                | 3                  |

| Classement (2019) | Position |
| ----------------- | -------- |
| France (SNEP)     | 197      |

| Classement (2020)            | Position |
| ---------------------------- | -------- |
| Belgique (Flandre Ultratop)  | 56       |
| Belgique (Wallonie Ultratop) | 13       |

### Certifications
| Pays           | Date              | Certification | Ventes/Streams     |
| -------------- | ----------------- | ------------- | ------------------ |
| Belgique (BEA) | 1er janvier 2021  | 2 × Platine   | 40 000             |
| France (SNEP)  | 25 septembre 2020 | Diamant       | 50 000 000 streams |

## Historique de sortie
| Pays / Région         | Date            | Format                    | Label     |
| --------------------- | --------------- | ------------------------- | --------- |
| Belgique Monde entier | 8 novembre 2019 | Téléchargement, streaming | Angèle VL |